# Ján Kuboš
Ján Kuboš (ur. 28 lutego 1966 w Trzcianie) – słowacki duchowny katolicki, biskup pomocniczy spiski od 2020.

## Życiorys

### Prezbiterat
Święcenia kapłańskie otrzymał 18 czerwca 1989 i został inkardynowany do diecezji spiskiej. Przez wiele lat pracował w spiskim seminarium duchownym jako ojciec duchowny. Pracował też m.in. w parafiach w Liptovskiej Osadzie i w Kieżmarku.

### Episkopat
25 marca 2020 papież Franciszek mianował go biskupem pomocniczym diecezji spiskiej, ze stolicą tytularną Quiza. Sakry biskupiej udzielił mu 24 czerwca 2020 biskup Štefan Sečka.